# Ethan Peck
Ethan Gregory Peck (2 de março de 1986) é um ator estadunidense. Ele é neto do ator Gregory Peck.

## Biografia
Ethan nasceu em Los Angeles, filho do ator e produtor Stephen Peck e Francine Matarazzo. Na infância, destacou-se nos esportes, porém logo despertou o interesse pelas artes. Matriculou-se na Universidade de Nova Iorque para cursar a Tisch School of Arts, mas abandonou o curso três anos depois, para cuidar da carreira.
Estreou na série Charlie Grace e mantém sua atuação diversificada entre cinema e seriados. Teve participações em That '70s Show e Gossip Girl. A sitcom 10 Things I Hate About You é seu trabalho de maior destaque, cujo papel(Patrick Verona) foi originado pelo falecido ator Heath Ledger, no filme homônimo. Mais recentemente, em 2011, Ethan estreiou o filme The Wine of Summer, com participação especial de Sônia Braga. Em 14 de agosto de 2018, Peck foi escalado para o papel do Sr. Spock, na série americana Star Trek Discovery.
Ethan tem uma irmã, Marisa Matarazzo, escritora de ficção.
Está no elenco do filme The Midnight Sky interpretando o George Clooney jovem.

## Filmografia

### Cinemas
| Ano  | Título                       | Personagem                  | Notas                                              |
| ---- | ---------------------------- | --------------------------- | -------------------------------------------------- |
| 1999 | Passport to Paris            | Michel                      | Diretamente em vídeo                               |
| 1999 | Pumpkin Hill                 | Joey                        | Curta-metragem                                     |
| 2004 | Em & Me                      | Vaughn Davenport            |                                                    |
| 2008 | Tennessee                    | Ellis                       |                                                    |
| 2008 | Adopt a Sailor               | Sailor                      | Premiado como "Melhor Ator"no Sonoma Film Festival |
| 2010 | Twelve                       | Sean                        |                                                    |
| 2010 | The Sorcerer's Apprentice    | Andre Dunlap                |                                                    |
| 2011 | In Time                      | Constantin                  |                                                    |
| 2012 | Mine Games                   | Guy                         |                                                    |
| 2013 | The Wine of Summer           | James                       |                                                    |
| 2013 | Nothing Left to Fear         | Noah                        |                                                    |
| 2015 | Eden                         | Andreas                     |                                                    |
| 2016 | The Curse of Sleeping Beauty | Thomas Kaiser               |                                                    |
| 2016 | Tell Me How I Die            | Pascal                      |                                                    |
| 2018 | The Honor List               | Dillon                      |                                                    |
| 2018 | The Holiday Calendar         | Ty Walker                   |                                                    |
| 2020 | The Midnight Sky             | Augustine Lofthouse (jovem) |                                                    |

### Televisão
| Ano          | Título                         | Personagem                     | Notas |
| ------------ | ------------------------------ | ------------------------------ | --- |
| 1995         | Charlie Grace                  | Tyler                          | Episódio: "One Simple Little Favor"                                                                                           |
| 1996         | Marshall Law                   | Josh Coleman                   | |
| 1999         | The Drew Carey Show            | Kid                            | Episode: "Drew and the Gang Law"                                                                                              |
| 2000, 2002   | That '70s Show                 | Michael Kelso (jovem)          | 2 episódios |
| 2003         | The O'Keefes                   | Wade                           | Episódio: "Festival of Birth" (unaired)                                                                                       |
| 2009–2010    | 10 Things I Hate About You     | Patrick Verona                 | 20 episódios Protagonista |
| 2011         | Gossip Girl                    | Assistente de David O. Russell | 2 episódios |
| 2014         | Rescuing Madison               | John Kelly                     | |
| 2016–2017    | Madam Secretary                | Roman Tolliver                 | 2 episódios |
| 2017         | I Ship It                      | Nick/Saxon                     | 6 episódios Web series |
| 2019         | Star Trek: Discovery           | Spock                          | 9 episódios Recorrente (2ª temporada) Definido no Saturn Award como o melhor ator coadjuvante em produção de streaming (2019) |
| 2019–2022    | The Ready Room                 | Ele próprio                    | 2 episódios |
| 2019         | Star Trek: Short Treks         | Spock                          | 2 episódios |
| 2019         | Tell Me a Story                | NYPD Officer 2 Jones           | episódios: "The Curse" |
| 2020         | Penny Dreadful: City of Angels | Herman Ackermann               | 3 episódios Recorrente |
| 2022–present | Star Trek: Strange New Worlds  | Spock                          | Protagonista |

### Videoclipes
| Ano  | Título                  | Artista(s) |
| ---- | ----------------------- | ---------- |
| 2009 | "I Want You to Want Me" | KSM        |

### Video games
| Ano  | Título                                | Personagem       | Notas           |
| ---- | ------------------------------------- | ---------------- | --------------- |
| 2012 | Halo 4                                | Gabriel Thorne   | Voz e modelo CG |
| 2014 | Lightning Returns: Final Fantasy XIII | Vozes adicionais | [ 5 ]           |

### Outras mídias
| Ano  | Título          | Personagem    | Notes |
| ---- | --------------- | ------------- | ----- |
| 2020 | MARVELS Podcast | Reed Richards | Voz   |